# Partido del Trabajo de Corea
El  Partido del Trabajo de Corea (en chosŏn'gŭl, 조선로동당; en hancha, 朝鮮勞動黨; romanización revisada, Joseon Rodongdang; McCune-Reischauer, Chosŏn Rodongdang) es el partido fundador y único gobernante de Corea del Norte. Es el mayor partido representado en la Asamblea Suprema del Pueblo y convive de jure con otros dos partidos legales que integran el Frente Democrático para la Reunificación de la Patria. Sin embargo, estos partidos menores están completamente subordinados al Partido del Trabajo, y deben aceptar el "papel protagónico" del Partido como condición para su existencia.
El Partido del Trabajo de Corea se fundó en 1949 con la fusión del Partido de los Trabajadores de Corea del Norte y el Partido de los Trabajadores de Corea del Sur. El Partido del Trabajo de Corea también controla el Ejército Popular de Corea. El Partido está prohibido en Corea del Sur bajo la Ley de Seguridad Nacional de Corea del Sur y está sancionado por Australia, la Unión Europea, las Naciones Unidas y los Estados Unidos.
El Partido del Trabajo de Corea está organizado de acuerdo con el Sistema Ideológico Monolítico y el Gran Líder, un sistema y una teoría concebidos por Kim Il-sung y Kim Jong-il. El organismo más alto del Partido del Trabajo es formalmente el Congreso, pero en la práctica, un Congreso ocurre con poca frecuencia. Entre 1980 y 2016 no se realizaron congresos. Aunque el Partido del Trabajo es organizativamente similar a los partidos comunistas, en la práctica está mucho menos institucionalizado y la política informal juega un papel más importante de lo habitual. Instituciones como el Comité Central, el Secretariado, la Comisión Militar Central (CMC), el Politburó y el Presidium del Politburó tienen mucho menos poder que el que les otorgan formalmente las reglas del partido, que es poco más que un documento nominal. Kim Jong-un es el actual líder del Partido del Trabajo, y se desempeña como secretario general del Partido del Trabajo y presidente de la Comisión Militar Central.
El Partido del Trabajo de Corea está comprometido con el Juche, una ideología que promueve la independencia y el desarrollo nacional coreano a través de los esfuerzos de las masas populares. Aunque el Juche se presentó originalmente como una interpretación local del marxismo-leninismo, el partido ahora lo presenta como una filosofía independiente. Reconoce a la familia gobernante Kim como la fuente última de su pensamiento político. La IV Conferencia (celebrada en 2012) modificó las reglas del partido para afirmar que el kimilsungismo-kimjongilismo era "la única idea rectora del partido". Bajo Kim Jong-il, quien gobernó como presidente de la Comisión de Defensa Nacional, el comunismo fue eliminado constantemente de los documentos del partido y el estado a favor de Songun, o la política militar primero. El ejército, más que la clase trabajadora, se estableció como la base del poder político. Su sucesor, Kim Jong-un, ha modificado esta posición. Aunque el partido sigue comprometido con la defensa nacional, ha reemplazado a Songun con "la política de las personas primero" como método político y reafirmó su compromiso con el comunismo.
El emblema del partido es una adaptación de la hoz y el martillo comunista, con un pincel de caligrafía tradicional coreano. Los símbolos representan a los trabajadores industriales (martillo), los campesinos (hoz) y la intelectualidad (pincel de tinta).

## Historia

### Antecedentes
El primer partido comunista coreano fue fundado en Shanghái en 1921 por un pequeño grupo de estudiantes radicales liderado por Yi Tong-hwi, quien en 1918 había intentado organizar un partido socialista en Jabarovsk (Rusia). Al mismo tiempo, una sección coreana del Partido Comunista de la Unión Soviética (PCUS) se había organizado en Irkutsk. Los grupos de Shanghái e Irkutsk intentaron converger, pero pronto se dividieron en facciones y acabaron desintegrándose.
El segundo partido comunista de Corea fue fundado en 1925 por coreanos rebeldes que habían escapado a la Unión Soviética desde sus tierras ocupadas por Japón. El gobierno de ocupación japonés había proscrito los partidos comunistas bajo la Ley de Preservación de Paz. Los primeros líderes del partido fueron Kim Yong-bom y Pak Hon-yong. Kim Il-sung no entraría en el partido hasta 1931. El partido en la década de 1930, en alianza con el Partido Comunista de China, realizó operaciones de guerrilla en las montañas de la actual Corea del Norte contra los japoneses. Kim Il-sung fue uno de los líderes de aquella guerrilla. Pak Hon-yong, el entonces líder del partido comunista coreano, había sido apresado por los japoneses pero estaba muy activo en Seúl, por lo que la Unión Soviética había contactado con él.
Kim Il-sung se había refugiado en territorio soviético (donde según algunas fuentes su hijo Kim Jong-il nació en 1942) y llegó a ser capitán del Ejército Rojo. Su batallón llegó a Pionyang justo cuando las fuerzas soviéticas estaban buscado a una persona competente para dirigir la construcción de un partido comunista en Corea. Kim Il-sung les pareció un candidato ideal para tal cargo.
El Ejército Rojo liberó Corea del Norte de la ocupación japonesa en agosto de 1945. La mayoría de miembros del Partido Comunista de Corea estaban en el sur, que había sido ocupado por Estados Unidos, por lo que había muy pocos cuadros comunistas en la zona soviética. La práctica de los soviéticos en la mayoría de los países ocupados tras la Segunda Guerra Mundial fue apoyar la creación de partidos comunistas para transformar el país en un sistema marxista-leninista cercano a Moscú. Esto era inicialmente muy difícil en Corea del Norte debido a la escasa presencia de comunistas en el país, ya que la inmensa mayoría se encontraba en el exilio - bien en China o en la URSS. Los soviéticos promovieron la vuelta al país de los comunistas coreanos exiliados, que volvieron a Corea al finalizar la guerra, así como ciudadanos coreanos que se habían nacionalizado soviéticos.

### Fundación y primeros años (1945-1953)

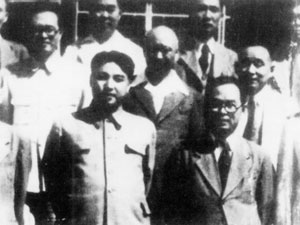
Kim Il-sung (izquierda) con Pak Hon-yong en Pionyang, 1948

El 13 de octubre de 1945, se estableció la Oficina de Corea del Norte del Partido Comunista de Corea, con Kim Yong-bom como su primer presidente. Sin embargo, la Oficina permaneció subordinado al Comité Central del Partido Comunista de Corea, que tenía su sede en Seúl y estaba encabezado por Pak Hon-yong. Dos meses después, en el 3.er Pleno del Partido Comunista de Corea, Kim Yong-bom fue reemplazado por Kim Il-sung, un evento que probablemente fue orquestado por la Unión Soviética. En la primavera de 1946, la Oficina de Corea del Norte se convirtió en el Partido Comunista de Corea del Norte, con Kim Il-sung como presidente electo. El 22 de julio de 1946, las autoridades soviéticas en Corea del Norte establecieron el Frente Nacional Democrático Unido, un frente popular liderado por el Partido Comunista de Corea del Norte. El Partido Comunista de Corea del Norte pronto se fusionó con el Nuevo Partido Popular de Corea, un partido compuesto principalmente por comunistas de China. El 28 de julio de 1946 una comisión especial de las dos partes ratificó la fusión, que se oficializó al día siguiente. Un mes después (28-30 de agosto de 1946), el partido celebró su congreso de fundación, estableciendo el Partido de los Trabajadores de Corea del Norte (PTCR). El congreso eligió al exlíder del Partido Popular Nuevo de Corea, Kim Tu-bong, como el primer presidente de PTCR, con Kim Il-sung como vicepresidente designado. Sin embargo, a pesar de su degradación formal en la jerarquía del partido, Kim Il-sung siguió siendo su líder.
El control del partido aumentó en todo el país después del congreso. Del 27 al 30 de marzo de 1948, El Partido de los Trabajadores de Corea del Norte convocó su segundo Congreso. Si bien Kim Tu-bong seguía siendo el jefe formal del partido, Kim Il-sung presentó el informe principal al congreso. En él afirmó que Corea del Norte era "la base de la democracia", en contraste con Corea del Sur, que creía que era dictatorial. El 28 de abril de 1948, una sesión especial de la Asamblea Popular Suprema aprobó la constitución propuesta y redactada por los cuadros del Partido, que condujo al establecimiento oficial de una Corea del Norte independiente. No pedía el establecimiento de una Corea del Norte independiente, sino una Corea unificada bajo un gobierno comunista; la capital de la República Popular Democrática de Corea (RPDC) sería Seúl, no Pionyang. Kim Il-sung fue el jefe de Gobierno designado del nuevo estado, con Kim Tu-bong a la cabeza del poder legislativo. Un año después, el 24 de junio de 1949, se creó el Partido de los Trabajadores de Corea con la fusión del Partido de los Trabajadores de Corea del Norte y el Partido de los Trabajadores de Corea del Sur.
Kim Il-sung no era el más ferviente partidario de la reunificación militar de Corea; Ese papel lo desempeñaron los comunistas surcoreanos, encabezados por Pak Hon-yong. Después de varias reuniones con el líder soviético Iósif Stalin, Corea del Norte invadió Corea del Sur el 25 de junio de 1950, iniciando así la guerra de Corea. Con la intervención estadounidense en la guerra, la RPDC casi se derrumbó, pero fue salvada por la intervención china en el conflicto. La guerra tuvo el efecto de debilitar la influencia soviética sobre Kim Il-sung y el Partido. Alrededor de este tiempo, se crearon las principales facciones en la política temprana de Partido. Se formaron cuatro facciones: coreanos "domésticos" (cuadros del Partido que habían permanecido en Corea durante el dominio japonés), coreanos soviéticos (coreanos de la Unión Soviética), Yan'an (coreanos de China) y guerrilleros (la facción personal de Kim Il-sung). Sin embargo, Kim no podría fortalecer aún más su posición hasta el final de la guerra.

### Consolidación del poder de Kim Il-sung (1953-1980)

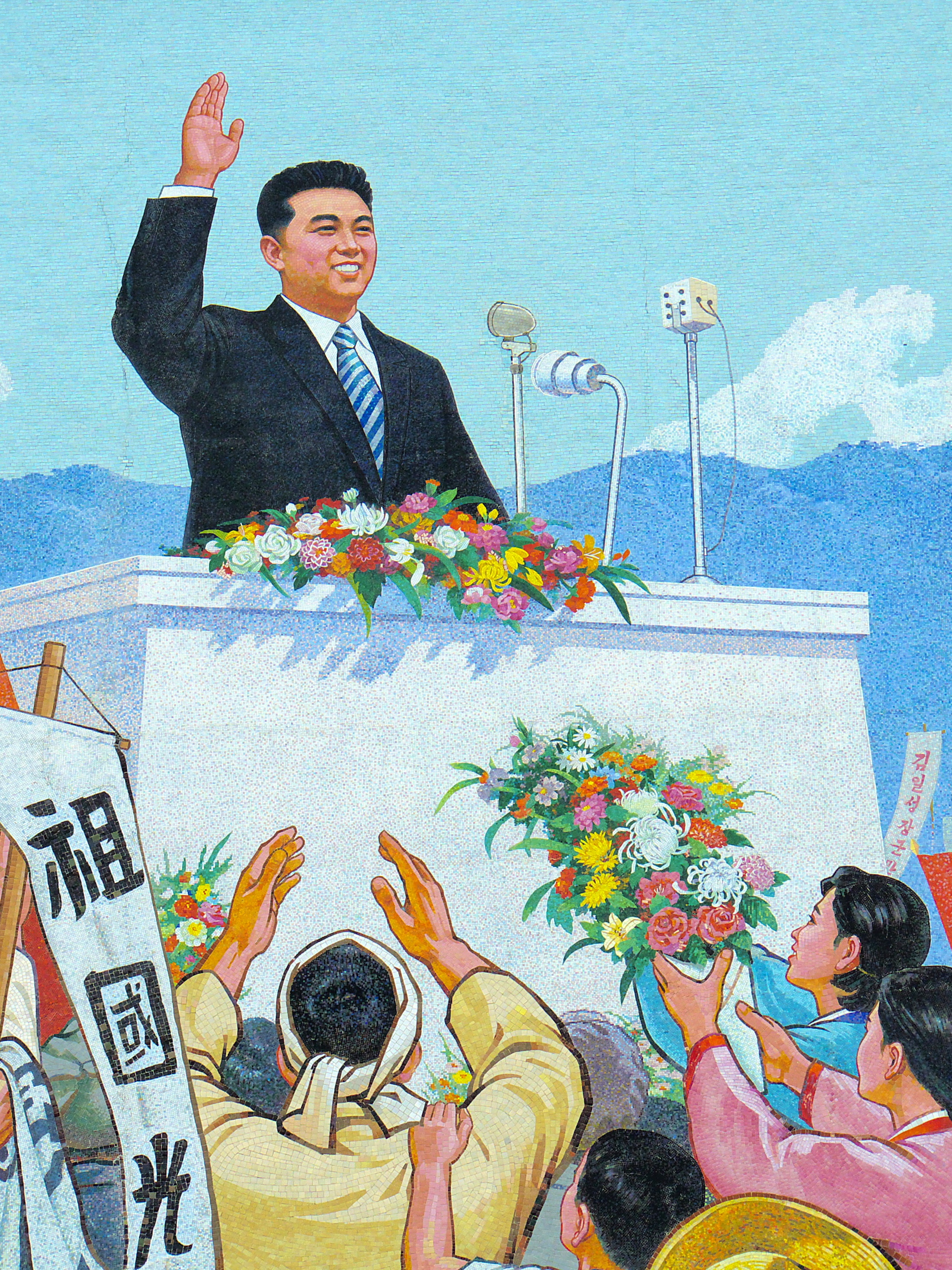
Mosaico de propaganda que conmemora el regreso triunfal de Kim Il-sung después de que liberó a Corea de Japón.

Las relaciones entre el Partido del Trabajo y el Partido Comunista de la Unión Soviética (PCUS) empeoraron cuando el sucesor de Stalin, Nikita Jrushchov, comenzó a aplicar una política de desestalinización. Durante el conflicto sino-soviético, un conflicto ideológico entre el PCUS y el Partido Comunista de China (PCCh), Kim Il-sung maniobró entre las dos superpotencias socialistas; al hacerlo, debilitó su influencia en el Partido del Trabajo. En 1962, Kim Il-sung y el Partido del Trabajo favorecieron al PCCh sobre el PCUS en la lucha ideológica, y "durante algunos años, Corea del Norte apoyó casi incondicionalmente la posición china en todos los temas importantes." El principal conflicto entre el Partido del Trabajo y el PCUS durante este período fue que Kim Il-sung no apoyó la denuncia del estalinismo, la creación de un liderazgo colectivo y la teoría de la coexistencia pacífica entre los mundos capitalista y socialista.Kim Il-sung creía que la coexistencia pacífica era sinónimo de capitulación, y sabía que la desestalinización en Corea del Norte terminaría efectivamente con su poder ilimitado sobre el Partido del Trabajo. El resultado del deterioro de las relaciones entre el PCUS y el Partido del Trabajo fue que la Unión Soviética suspendió la ayuda a Corea del Norte. Como resultado, varias industrias estaban al borde del desastre; China no estaba dispuesta a aumentar la ayuda a Corea del Norte.Mao Zedong inició la Revolución Cultural poco después, un evento criticado por el Partido del Trabajo como "oportunismo de izquierda" y una manifestación de la "teoría trotskista de una revolución permanente." Las relaciones con el PCUS y el PCCh se estabilizaron durante la década de 1960, y el Partido del Trabajo dejó en claro que permanecería neutral en el conflicto chino-soviético, lo que resultó en el lanzamiento en 1966 del programa Juche destinado a la autodeterminación nacional en todos los niveles. Esto, a su vez, fortaleció la posición de Kim Il-Sung en el Partido del Trabajo.
A partir de la década de 1960, el culto a la personalidad de Kim Il-sung alcanzó nuevas alturas. No había sido mayor que el de Stalin o Mao hasta 1972, cuando su cumpleaños, el 15 de abril, se convirtió en el principal día festivo del país y se comenzaron a construir estatuas de él en todo el país. Kim se hizo conocido como "Gran Líder", el "Sol de la Nación", "El General de Hierro Todo-Victorioso" y "Mariscal de la Todopoderosa República" en Partido del Trabajo y publicaciones estatales; La propaganda oficial declaró que "ardiente lealtad al líder" era una de las principales características de cualquier coreano.
Kim Il-sung y su facción guerrillera habían purgado al Partido del Trabajo de sus facciones opuestas durante las décadas de 1950 y 1960, para consternación tanto del PCCh como del PCUS. La facción nacional fue la primera en desaparecer (en 1953-1955), seguida por la facción Yan'an en 1957-1958 y los coreanos soviéticos (junto con cualquier otra persona considerada infiel al liderazgo del Partido del Trabajo) en la purga de 1957-1962. Según el historiador Andrei Lankov, "Kim Il-sung se había convertido no solo en el supremo, sino también en el gobernante omnipotente de Corea del Norte, ya no meramente 'el primero entre iguales', como había sido el caso a fines de la década de 1940." Después de purgar su oposición al Partido del Trabajo, Kim Il-sung consolidó su base de poder con el nepotismo y la sucesión hereditaria en la familia Kim y la facción guerrillera. A partir de finales de la década de 1980, "una alta (y creciente) proporción de altos funcionarios norcoreanos han sido hijos de altos funcionarios." Desde la década de 1960, Kim Il-sung había designado a miembros de la familia para ocupar puestos de poder. A principios de la década de 1990, miembros de su familia ocupaban varios cargos nacionales importantes: Kang Song-san (primer ministro del Consejo Administrativo y miembro de la Secretaría del Partido del Trabajo), Pak Song-chol (vicepresidente), Hwang Jang-yop y Kim Chung-rin (miembros de la Secretaría de Partido del Trabajo), Kim Yong-sun (Jefe del Departamento Internacional de Partido del Trabajo y miembro de la Secretaría de Partido del Trabajo), Kang Hui-won (Secretario del Comité Municipal de Partido del Trabajo Pionyang y vice primer ministro de la Administración Consejo), Kim Tal-hyon (ministro de Comercio Exterior), Kim Chan-ju (ministro de Agricultura y Vicepresidente del Consejo Administrativo) y Yang Hyong-sop (Presidente de la Academia de Ciencias Sociales y presidente de la Asamblea Popular Suprema). Estas personas fueron nombradas únicamente por sus vínculos con la familia Kim y presumiblemente conservarán sus cargos mientras la familia Kim controle el Partido del Trabajo y el país. La razón del apoyo de Kim al nepotismo (el suyo y el de la facción guerrillera) puede explicarse por el hecho de que no quería que la burocracia del partido amenazara su gobierno, y el de su hijo, como lo hizo en otros estados socialistas.
Los observadores extranjeros creyeron al principio que Kim Il-sung estaba planeando que su hermano, Kim Yong-ju, lo suceda. La autoridad de Kim Yong-ju aumentó gradualmente, hasta que se convirtió en copresidente del Comité de Coordinación Norte-Sur. Desde finales de 1972 hasta el VI Congreso de Partido del Trabajo, Kim Yong-ju se convirtió en una figura cada vez más remota en el régimen. En el VI Congreso perdió sus escaños en el Politburó y el Comité Central, y se confirmaron los rumores de que Kim Il-sung había comenzado a preparar a Kim Jong-il en 1966. Desde 1974 hasta el VI Congreso, Kim Jong-il (llamado el "centro del partido" por los medios de Corea del Norte) fue el segundo hombre más poderoso de Corea del Norte. Su selección fue criticada, con su padre acusado de crear una dinastía o convertir a Corea del Norte en un estado feudal.

### Gobierno de Kim Jong-il (1980-2011)

Aunque Kim Jong-il encabezó el Partido del Trabajo sin pretender seguir las reglas del partido, se revitalizó en la Tercera Conferencia al final de su mandato.

Con el nombramiento oficial de Kim Jong-il como heredero aparente en el VI Congreso, el poder se volvió más centralizado en la familia Kim. Los funcionarios del Partido del Trabajo comenzaron a hablar abiertamente sobre su sucesión y, a partir de 1981, comenzó a participar (y dirigir) giras. En 1982 fue nombrado Héroe de la República Popular Democrática de Corea y escribió Sobre la idea Juche. Si bien los observadores extranjeros creían que el nombramiento de Kim Jong-il aumentaría la participación de la generación más joven, en Sobre la idea Juche dejó en claro que su liderazgo no marcaría el comienzo de una nueva generación de líderes. El Partido del Trabajo no pudo abordar la crisis que enfrentan Kim Il-sung y el liderazgo de Kim Jong-il en el país y en el extranjero, en parte debido a la gerontocracia al más alto nivel del Partido del Trabajo y el estado..

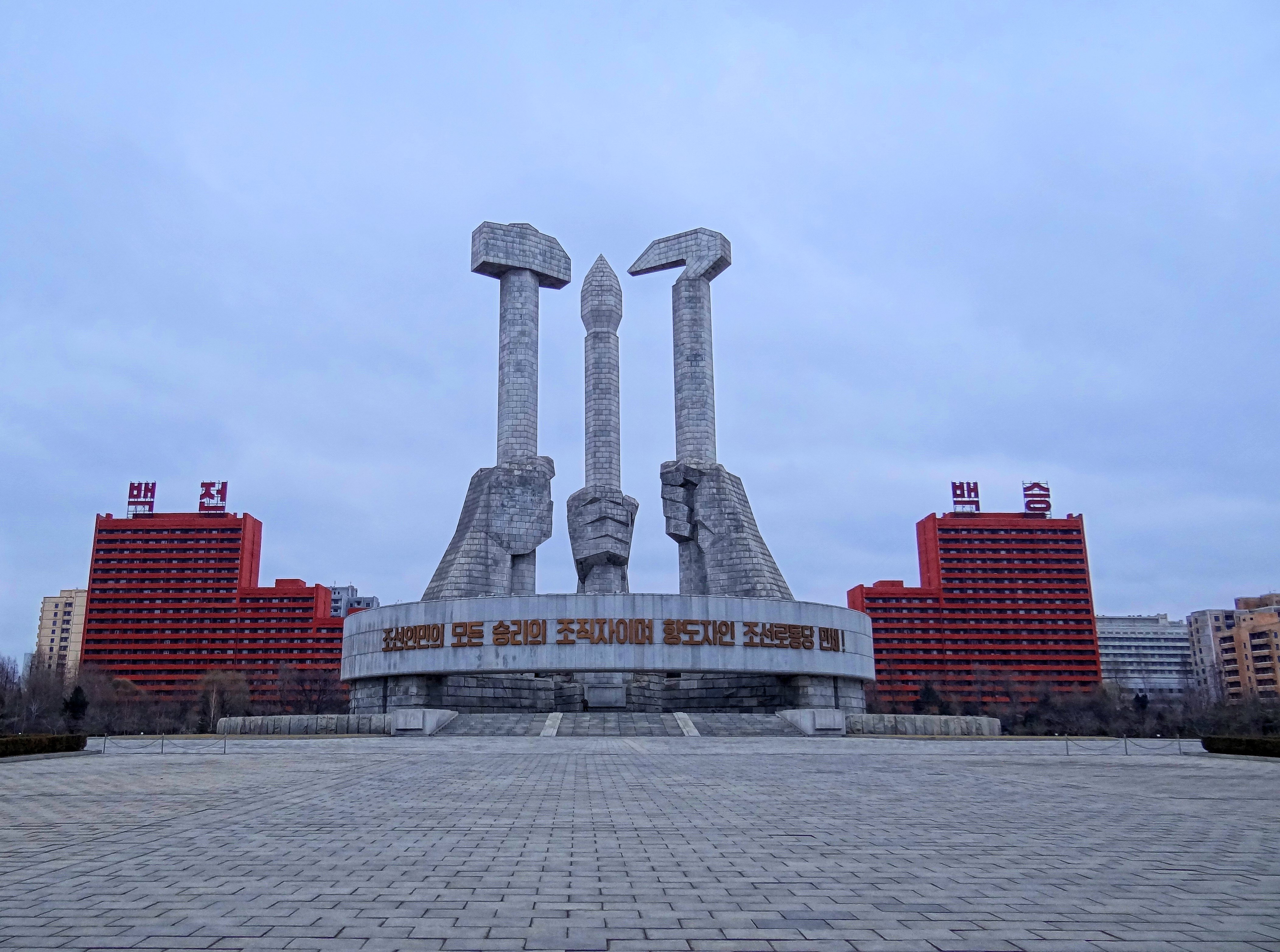
El Monumento a la Fundación del Partido en Pionyang, erigido en 1995.

Con la muerte de Oh Jin-Woo el 25 de febrero de 1995, Kim Jong-il se convirtió en el único miembro vivo restante del Presidium (el órgano más alto del Partido del Trabajo cuando el Politburó y el Comité Central no están en sesión). Si bien no se publicó ninguna lista de miembros de la Comisión Militar Central del Partido del Trabajo (CMC, el máximo órgano del partido en asuntos militares) entre 1993 y 2010, hubo claros signos de movimiento en la jerarquía militar durante 1995. Para el 50 aniversario del Partido del Trabajo, Kim Jong-il inició una reorganización del CMC (y el liderazgo militar en general) para apaciguar a la vieja guardia y a los funcionarios más jóvenes. Sin embargo, no reorganizó el Comité Central del Partido del Trabajo ni el gobierno, y durante la década de 1990 los cambios en su membresía fueron causados principalmente por la muerte de sus miembros por causas naturales.
A partir de 1995, Kim Jong-il favoreció al ejército sobre el Partido del Trabajo y el estado. Los problemas comenzaron a acumularse a medida que una crisis económica, junto con una hambruna en la que murieron al menos medio millón de personas, debilitó su control sobre el país. En lugar de recomendar reformas estructurales, Kim comenzó a criticar la falta de control del Partido sobre la economía, criticando a sus sucursales locales y provinciales por su incapacidad para implementar instrucciones a nivel central. En un discurso celebrando el 50 aniversario de la Universidad Kim Il-sung, dijo: "La razón por la que la gente es leal a las instrucciones del Comité Central no es por las organizaciones del partido y los trabajadores, sino por mi autoridad." Kim Jong-il dijo que su padre le había dicho que evitara la economía, alegando que era mejor dejarlo en manos de los expertos. Después de este discurso, la responsabilidad del Partido de controlar la economía fue entregada al Consejo de Administración (el gobierno central). A fines de 1996, Kim Jong-il llegó a la conclusión de que ni el Partido ni el gobierno central podían gobernar el país y comenzó a traspasar el control a los militares.
El 8 de julio de 1997 finalizó el período de duelo de tres años de Kim Il-sung. Más tarde ese mismo año, el 8 de octubre, Kim Jong-il fue nombrado en la oficina recién establecida de secretario general del Partido de los Trabajadores de Corea. Los expertos extranjeros debatieron mucho sobre por qué Kim Jong-il fue nombrado secretario general del Partido de los Trabajadores de Corea, en lugar de suceder a su padre como secretario general del Comité Central del Partido de los Trabajadores de Corea. En una clara violación de las reglas del Partido del Trabajo, Kim Jong-il fue nombrado secretario general del Partido del Trabajo en un anuncio conjunto del VI Comité Central y la CMC en lugar de ser elegido por un pleno del Comité Central. Aunque se creía que Kim Jong-il convocaría un congreso poco después de su nombramiento (para elegir un nuevo liderazgo del Partido del Trabajo), no lo hizo. El Partido del Trabajo no se revitalizaría organizativamente hasta la III Conferencia en 2010. Hasta entonces, Kim Jong-il gobernó como un autócrata; solo en el Partido del Trabajo las instituciones consideradas importantes fueron nombrados nuevos miembros y líderes para ocupar el lugar de los funcionarios moribundos. La décima Asamblea Popular Suprema, convocada el 5 de septiembre de 1998, modificó la constitución de Corea del Norte. La constitución enmendada convirtió a la Comisión de Defensa Nacional (CDN), anteriormente responsable de la supervisión de las fuerzas armadas, en el máximo órgano estatal. Aunque la nueva constitución dio al gabinete y al CDN más independencia de los funcionarios del Partido del Trabajo, no debilitó al partido. Kim Jong-il siguió siendo secretario general del Partido del Trabajo, controlando el Departamento de Organización y Orientación (DOO) y otras instituciones. Si bien la composición de la dirección central del Partido del Trabajo no se renovó de un solo golpe hasta 2010, el Partido del Trabajo mantuvo su importante papel como organización de masas.
El 26 de junio de 2010, el Politburó anunció que convocaría delegados para la III Conferencia, con su explicación oficial la necesidad de "reflejar las demandas del desarrollo revolucionario del Partido, que enfrenta cambios críticos para lograr el estado fuerte y próspero y el desarrollo del Juche." La conferencia se reunió el 28 de septiembre, revisó las reglas del partido y eligió (y destituyó) a los miembros del Comité Central, la Secretaría, el Politburó, el Presidium y otros órganos. El Partido del Trabajo eliminó una frase del preámbulo que expresaba el compromiso del partido "para construir una sociedad comunista", reemplazándola con una nueva adhesión al Songun, las políticas "militares primero" desarrolladas por Kim Jong-il. Kim Jong-un fue confirmado como heredero aparente; El vice mariscal Ri Yong-ho y la general Kim Kyong-hui (hermana de Kim Jong-il) fueron designados para ocupar puestos de liderazgo en el Ejército Popular de Corea y el Partido del Trabajo para ayudarlo a consolidar el poder. Al año siguiente, el 17 de diciembre de 2011, Kim Jong-il murió.

### Gobierno de Kim Jong-un (2011-presente)

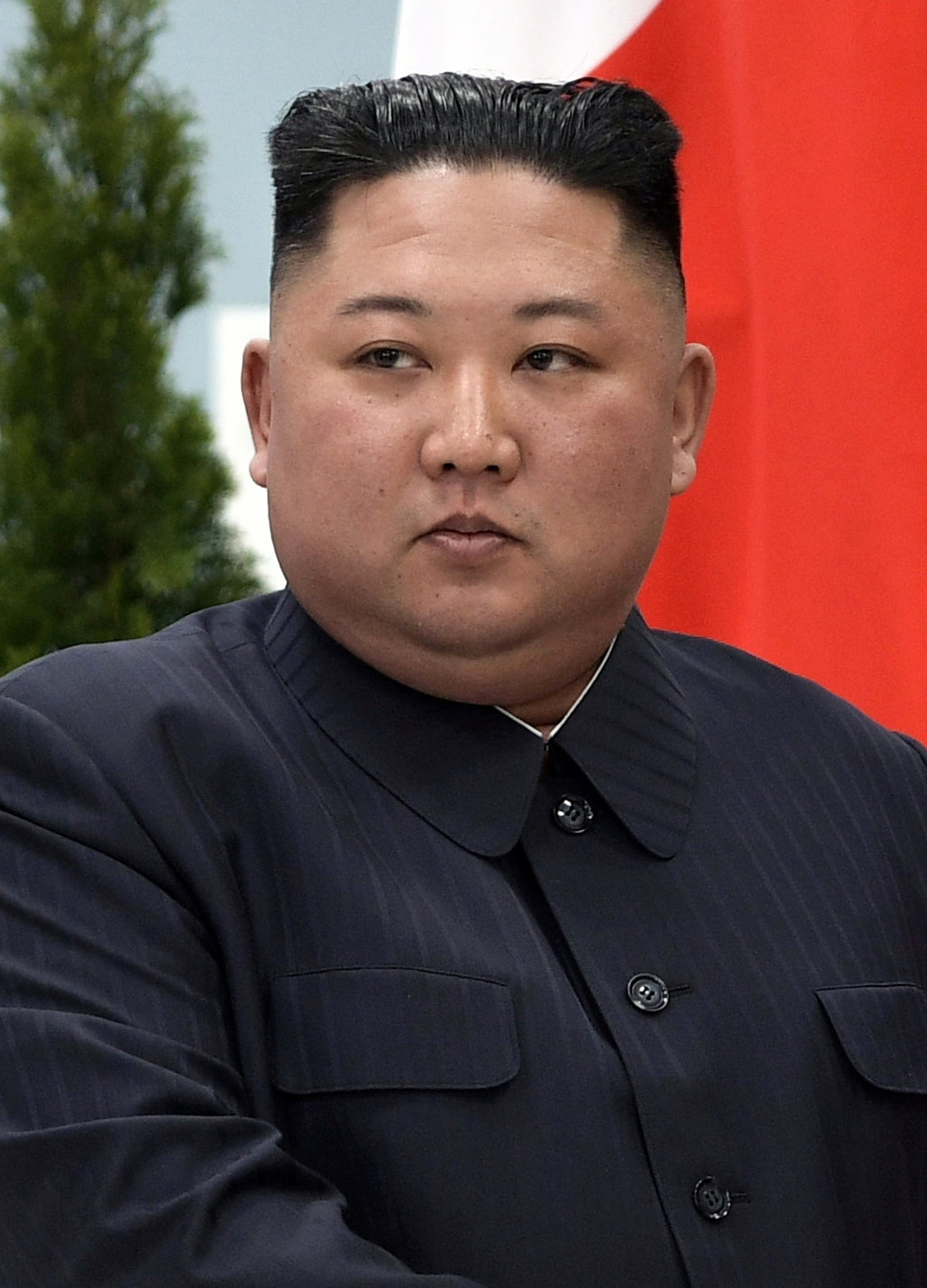
Kim Jong-un en 2019

Después de la muerte de Kim Jong-il, la élite norcoreana consolidó la posición de Kim Jong-un; fue declarado responsable del país cuando el 19 de diciembre se publicó el informe oficial de la muerte de su padre. El 26 de diciembre de 2011, el periódico oficial Rodong Sinmun lo aclamó como líder supremo del partido y el estado. El 30 de diciembre, una reunión del Politburó lo nombró oficialmente Comandante Supremo del Ejército Popular de Corea, después de que, supuestamente, Kim Jong-il lo nominara para el cargo en octubre de 2011 (el aniversario de que Kim Jong-il se convirtiera en secretario general). A pesar de que no era miembro del Politburó, Kim Jong-un fue nombrado para el cargo no oficial de líder supremo del Partido de los Trabajadores de Corea.
Después de las celebraciones por el 70 aniversario del nacimiento de Kim Jong-il, durante el cual fue elevado al rango de Taewonsu, generalmente traducido como Gran Mariscal o Generalísimo, el 18 de febrero el Politburó anunció la 4.ª Conferencia del Partido (programada para mediados de abril de 2012, cerca de la Centenario del nacimiento de Kim Il-sung) "para glorificar la sagrada vida revolucionaria y las hazañas de Kim Jong-il para todas las edades y lograr la causa Juche, la causa revolucionaria Songun, unidas estrechamente a Kim Jong-un."
En la 4.ª Conferencia del Partido celebrada el 11 de abril, Kim Jong-il fue declarado secretario general eterno y Kim Jong-un fue elegido para el puesto recién creado de primer secretario del Partido de los Trabajadores de Corea y el Presidium. La conferencia proclamó el kimilsungismo-kimjongilismo como "la única idea rectora del partido".
En diciembre de 2013, el partido experimentó su primera lucha interna abierta en décadas con la purga de Jang Song-taek.
El partido ha experimentado un cierto resurgimiento bajo Kim Jong-un, con reuniones más frecuentes. Se han realizado dos conferencias, tras un intervalo de 44 años, y un congreso entre 2010 y 2016. Después de organizar un gran desfile militar en celebración del 70 aniversario del partido el 10 de octubre de 2015, el Politburó anunció que su 7.º Congreso se celebrará el 6 de mayo de 2016 después de una pausa de 36 años. El congreso anunció el primer plan quinquenal desde la década de 1980 y otorgó a Kim Jong-un el nuevo título de presidente, que reemplazó al anterior cargo de primer secretario. En enero de 2021, a Kim Jong-un se le otorgó el título de secretario general, en sustitución del título de presidente.
Se informó en junio de 2021 que el partido estableció el puesto de 'Primer Secretario', con especulaciones de que Jo Yong-won o Kim Tok-hun, el primer ministro de Corea del Norte ocuparía el puesto.

## Estructura
El Congreso Nacional es el órgano superior del Partido. El Congreso aprueba los informes de los órganos del Partido, adopta las políticas y tácticas básicas del Partido, y elige a los miembros del Comité Central.
En septiembre de 1992 el Partido del Trabajo de Corea tenía 160 miembros en el Comité Central. Se reúne al menos una vez cada seis meses. El artículo 24 de los Estatutos del Partido estipula que el Comité Central elige al secretario general del Partido, la presidencia del buró político, los miembros del buró político, secretarios, miembros de la Comisión Militar Central, y los miembros del Comité de Inspección Central.

## Historia electoral
| Año de la elección | Líder del partido | Participación | Escaños                | Ref    |
| ------------------ | ----------------- | ------------- | ---------------------- | ------ |
| 1948               | Kim Il-sung       | 99,97 %       | 157/572                | [ 62 ] |
| 1957               | Kim Il-sung       | 99,92 %       | 178/215                | [ 62 ] |
| 1962               | Kim Il-sung       | 100 %         | 371/383                | [ 62 ] |
| 1967               | Kim Il-sung       | 100 %         | 288/457                | [ 62 ] |
| 1972               | Kim Il-sung       | 100 %         | 127/541                | [ 62 ] |
| 1977               | Kim Il-sung       | 100 %         | Dato desconocido / 579 | [ 63 ] |
| 1982               | Kim Il-sung       | 100 %         | Dato desconocido / 615 | [ 63 ] |
| 1986               | Kim Il-sung       | 100 %         | Dato desconocido / 655 | [ 63 ] |
| 1990               | Kim Il-sung       | 99,78 %       | 601/687                | [ 64 ] |
| 1998               | Kim Jong-il       | 99,85 %       | 594/687                | [ 62 ] |
| 2003               | Kim Jong-il       | 99,9 %        | Dato desconocido / 687 | [ 65 ] |
| 2009               | Kim Jong-il       | 99,98 %       | 606/687                | [ 66 ] |
| 2014               | Kim Jong-un       | 99,97 %       | 607/687                | [ 67 ] |
| 2019               | Kim Jong-un       | 99,99%        | 607/687                |        |

#### Artículos
- Cheong, Seong-Chang (2000). «Stalinism and Kimilsungism: A Comparative Analysis of Ideology and Power». Asian Perspective 24 (1): 133-161. doi:10.1353/apr.2000.0039.
- Choi, Brent; Hibbitts, Mi Jeong (2010). «North Korea's Succession May Go Smoothly After All». Center for U.S.–Korea Policy. The Asian Foundation. pp. 1-5.
- Kim, Nam-Sik (Spring–Summer 1982). «North Korea's Power Structure and Foreign Relations: an Analysis of the Sixth Congress of the KWP». The Journal of East Asian Affairs 2 (1): 125-151. JSTOR 23253510.
- Lankov, Andrei Nikolaevich; Kwak, In-ok; Cho, Choong-Bin (2016). «The Organizational Life: Daily Surveillance and Daily Resistance in North Korea». Journal of East Asian Studies 12 (2): 193-214. ISSN 1598-2408. doi:10.1017/S1598240800007839.
- Lee, Chong-sik (May 1982). «Evolution of the Korean Workers' Party and the Rise of Kim Chŏng-il». Asian Survey 22 (5): 434-448. JSTOR 2643871. doi:10.1525/as.1982.22.5.01p0376a.
- Lee, Grace (2003). «The Political Philosophy of Juche». Stanford Journal of East Asian Affairs 3 (1): 105-111.
- Lee, Kyo Duk (2004). «The successor theory of North Korea». 'Peaceful Utilization of the DMZ' as a National Strategy (Korean Institute for National Reunification). pp. 1-52. ISBN 898479225X.
- Staff writer (2012-2014). Understanding North Korea. Ministry of Unification.

#### Libros
- Becker, Jasper (2005). Rogue Regime : Kim Jong Il and the Looming Threat of North Korea. Oxford University Press. ISBN 978-0198038108. (requiere registro).
- Buzo, Adrian (1999). The Guerilla Dynasty: Politics and Leadership in North Korea. I.B. Tauris. ISBN 978-1860644146.
- Cha, Victor; Hwang, Balbina (2009). «Government and Politics».  En Worden, Robert, ed. North Korea: a Country Study (5th edición). Federal Research Division. Library of Congress. ISBN 978-1598044683. (requiere registro).
- Gause, Ken E. (2011). North Korea Under Kim Chong-il: Power, Politics, and Prospects for Change. ABC-CLIO. ISBN 978-0313381751.
- Gause, Ken (2013). «The Role and Influence of the Party Apparatus».  En Park, Kyung-ae; Snyder, Scott, eds. North Korea in Transition: Politics, Economy, and Society. Rowman & Littlefield. pp. 19-46. ISBN 978-1442218123.
- Hunter, Helen-Louise (1999). Kim Il-song's North Korea. Praeger. ISBN 978-0275962968.
- Kwak, Tae-Hwan (2009). North Korea's Foreign Policy Under Kim Jong Il: New Perspectives. Ashgate Publishing. ISBN 978-0754677390.
- Lankov, Andrei (2002). From Stalin to Kim Il Song: The Formation of North Korea, 1945–1960. C. Hurst & Co. Publishers. ISBN 978-1850655633.
- Lankov, Andrei (2007a). North of the DMZ: Essays on Daily Life in North Korea. McFarland & Company. ISBN 978-0786451418.
- Lankov, Andrei (2007b). Crisis in North Korea: The Failure of De-Stalinization, 1956. University of Hawaii Press. ISBN 978-0824832070.
- Myers, Brian (2011). The Cleanest Race: How North Koreans See Themselves and Why it Matters. Melville House Publishing. ISBN 978-1933633916.
- Oh, Kong Dan; Hassig, Ralph (2000). North Korea Through the Looking Glass. Brookings Institution Press. ISBN 978-0815764366. (requiere registro).
- So, Chae-Jong; Suh, Jae-Jung (2013). Origins of North Korea's Juche: Colonialism, War, and Development. Rowman & Littlefield. ISBN 978-0739176580.
- Suh, Dae-sook (1988). Kim Il Sung: The North Korean Leader (1st edición). Columbia University Press. ISBN 978-0231065733. (requiere registro).